# Дніпро (аеропорт)
Міжнародний аеропорт «Дніпро» (IATA: DNK, ICAO: UKDD)  — аеропорт на південному сході міста Дніпро. Головним оператором аеропорту є компанія Дніпроавіа. Кількість пасажирів на 2021 рік становила 267 829 осіб.

## Основні параметри

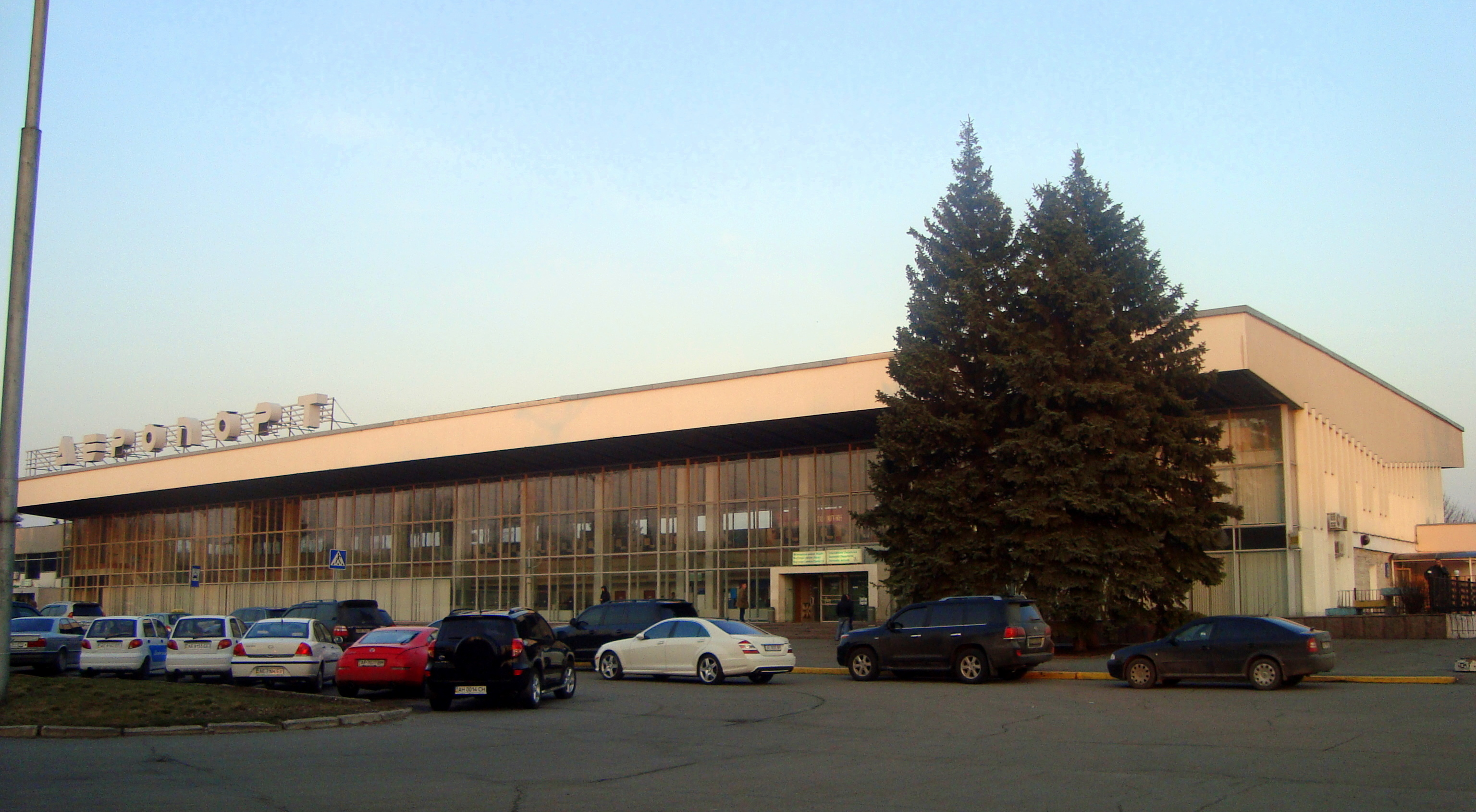
Головний термінал аеропорту

Місто сполучено прямими рейсами з містами: Київ, Відень, Івано-Франківськ, Тель-Авів.
10 авіакомпаній акредитовано у аеропорту: місцева Дніпроавіа, Austrian Airlines, Міжнародні авіалінії України. Аеропорт є власністю компанії «Дніпроавіа», що входить до групи «Приват».
Розрахований на щоденне обслуговування до 3000 авіапасажирів.

## Правові питання аеропорту

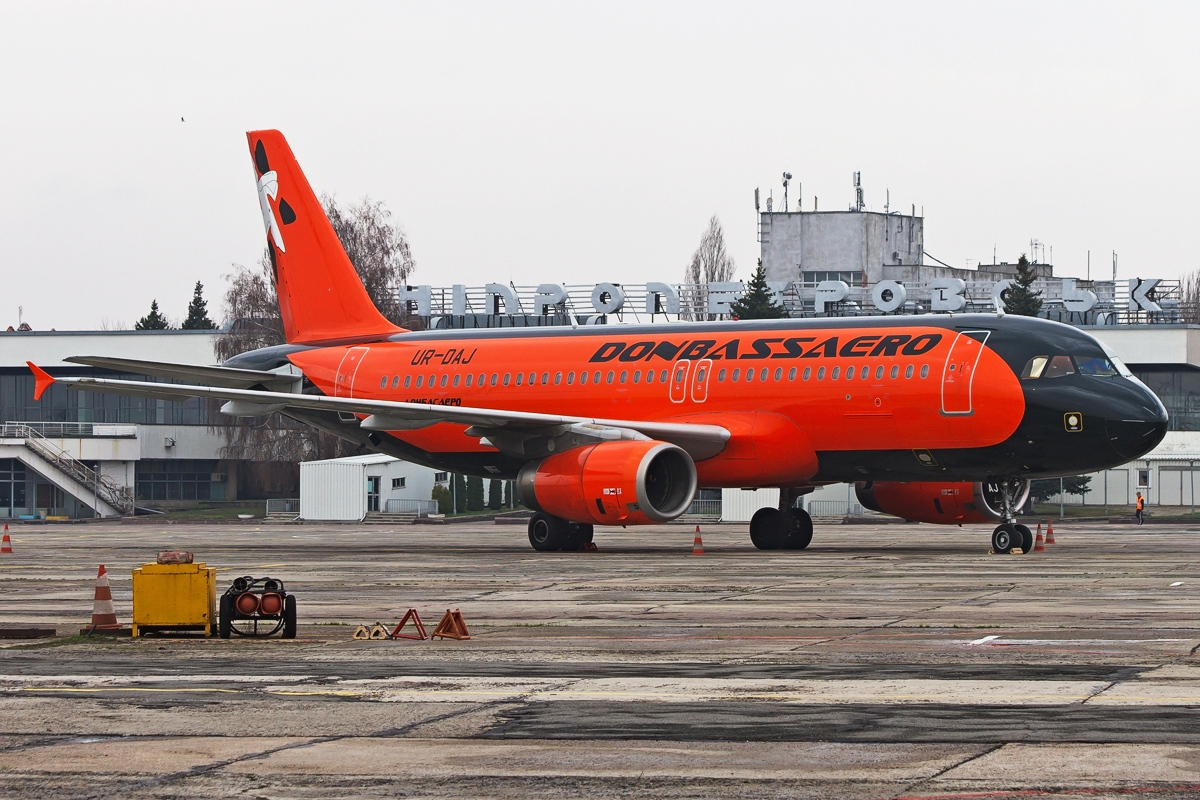
A320-232, ДонбасАеро

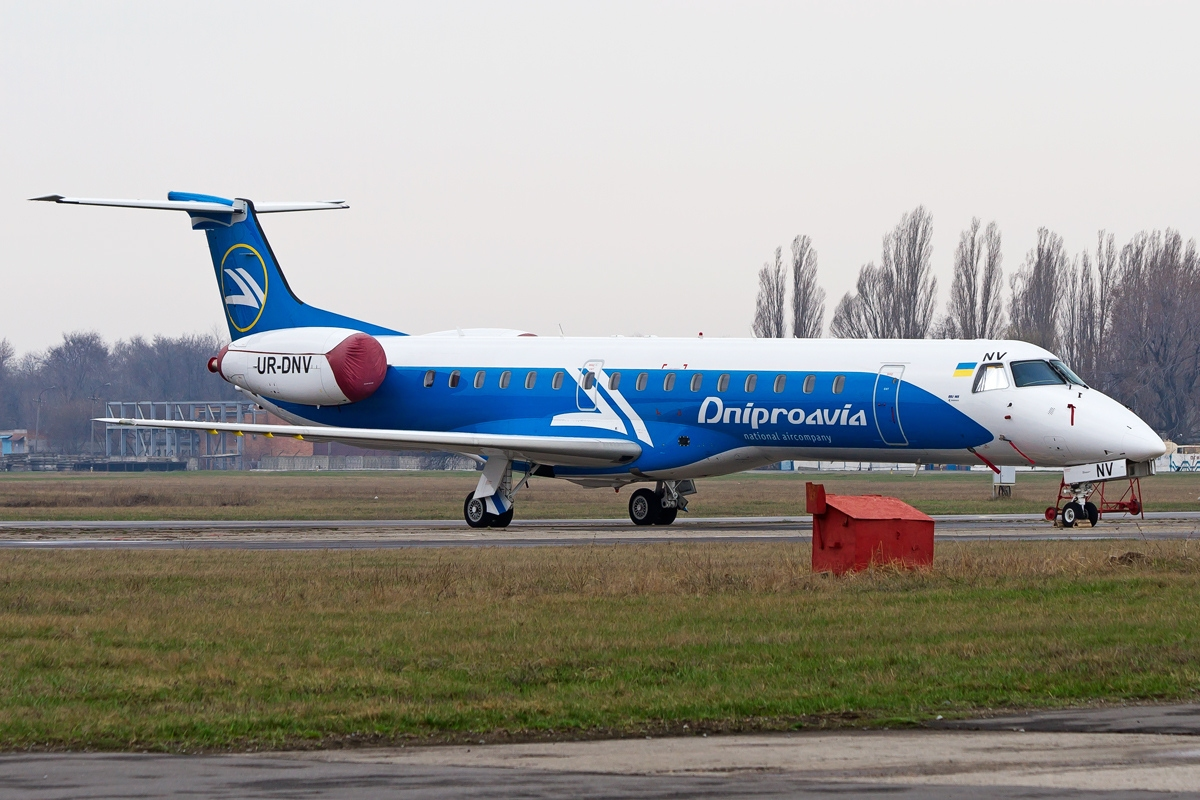
ERJ-145LR, Дніпроавіа

З 2009 року летовищем володіє ТОВ «Галтера», яка отримала контроль після придбання у держави 94,5 % акцій авіакомпанії «ДніпроАвіа», яка є власністю Дніпровського аеропорту. Після укладення угоди ТОВ «Галтера» зобов'язалось інвестувати в аеропорт Дніпра 882,1 млн грн, у тому числі 107 млн грн на реконструкцію ЗПС, яка надалі мала бути передана державі відповідно до пункту 11.1.2 Угоди. Однак на реконструкцію було витрачено лише 6,117 млн грн, а загальна сума інвестицій з урахуванням індексу інфляції склав 142,15 млн грн.
2015 року Фонд державного майна України провів перевірку виконання умов договору купівлі-продажу акцій «ДніпроАвіа» і виявив невиконання умов договору, про що 20 серпня 2015 року склав відповідний акт.
1 жовтня 2015 року Фонд державного майна України надіслав ТОВ «Галтера» пропозицію про розірвання договору та вимогу сплатити штрафні санкції у розмірі 221,4 млн грн за невиконання договірних зобов'язань, а також повернути акції «ДніпроАвіа». ТОВ «Галтера» виконати вимоги Фонду відмовилось, натомість запропонувавши продовжити термін зобов'язань до 2018 року. В обґрунтуванні йшлося про неодноразову зміну протягом 2009—2015 років державного органу, якому необхідно було передати ЗПС з обладнанням та земельними ділянками, а місто Дніпро позбавили права проведення Євро-2012 та Євробаскет-2015, крім того, у 2014 році розпочалися військові дії на сході країни.
ФДМУ подав позов до господарського суду Дніпропетровської області про розірвання договору купівлі-продажу та повернення 94,5 % акцій авіакомпанії «ДніпроАвіа», у власність держави. Суд ухвалив рішення на користь Фонду державного майна. ТОВ «Галтера» не погоджується з цим рішенням і подало апеляцію. Через кілька місяців після оголошення рішення суду першої інстанції авіакомпанія «ДніпроАвіа» припинила рейси, а літаки компанії було переведено у АК «Роза Вітрів».

## Історія аеропорту

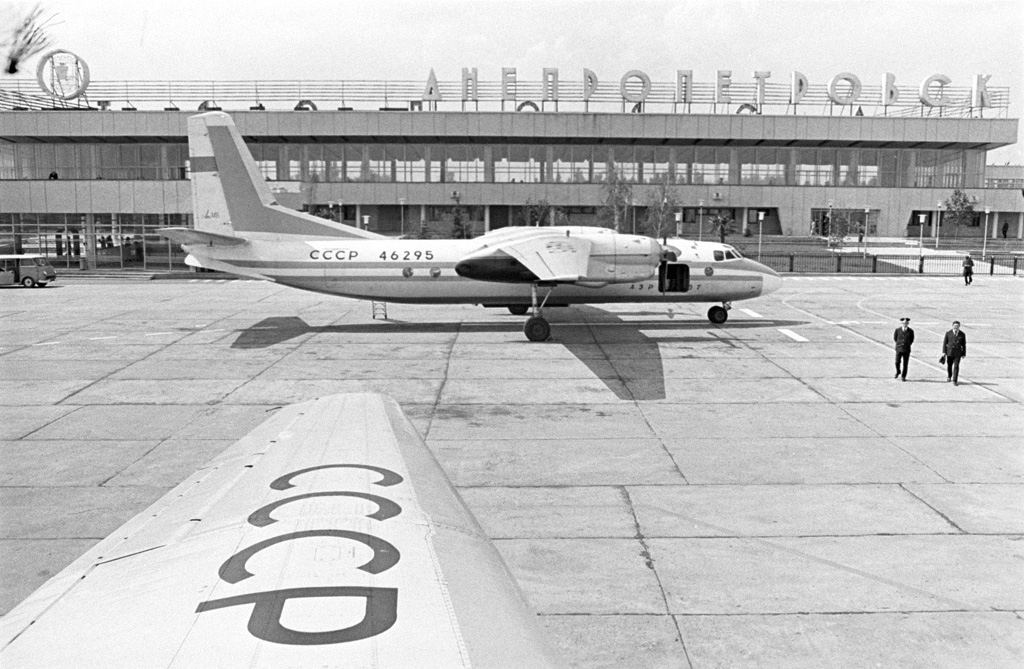
Літак на фоні будівлі аеропорту

Початок історії аеропорту покладено при першій посадці літака 24 лютого 1918 року пілотом Туренком на аероплані «Анатра». Цей політ за маршрутом Одеса — Катеринослав — Одеса також вважається «першим поштовим політом в Росії».
1943 року, після визволення від німецько-фашистських загарбників, на територію аеропорту в районі села Старі Кодаки перебазувалися літаки спеціального призначення По-2.
З 1946 року через аеропорт перевозиться 300 пасажирів, у тому числі харківськими рейсами на Москву, Київ, Одесу, що виконувалися літаками Лі-2, а потім Іл-12. Через кілька років на експлуатації вже перебували власні літаки Ан-2, Лі-2, Іл-14.
1957 року введено в дію типовий «аеровокзал з колонами».
1968 року розпочато закладення зеленого скверу в аеропорту.
1974 року запроваджується новий сучасний аеровокзал на 800 пас./год.
1975 року аеропорт у числі чотирьох найкращих аеропортів країни висувається Міністерством цивільної авіації для перетворення на зразковий аеропорт, який відповідає світовим стандартам у своєму класі.
З 1976 року починає приймати літаки Ту-154. Завдяки цьому встановлюється пряме повітряне сполучення з 70 містами колишнього Радянського Союзу. До 1980 року обсяг відправок авіаперевезень склав 530 тисяч пасажирів і 20 тисяч тон вантажів.
1979 року введено в дію 7-поверховий готель на 240 номерів із рестораном і комплексом послуг, а також будівля електрослужби.
У період з 1979 по 1983 роки аеропорт стає методичною базою Аерофлоту і області з розробки, впровадження комплексної системи управління якістю (КС УКП). Стандартизації зазнали всі процеси управління авіаційною діяльністю підприємства.
1987 року реконструйована і подовжена злітно-посадкова смуга до 2 850 метрів. Аеродромна служба отримала снігоприбиральну техніку ДЕ-224.
1992 року починається освоєння зарубіжних рейсів на літаках Як-40, відбуваються політи до Камеруну, Югославії, Молдови.
1993 року придбано перший середньомагістральний літак Як-42, що сприяло курс на експлуатацію важких літаків.
1994 року в аеропорту базується 6 літаків Як-42. Ведуться авіаційні роботи в Ірані, Пакистані. Відкриваються міжнародні рейси з Дніпропетровська до Тель-Авіва, Франкфурта-на-Майні, Стамбула, Кишинева, Амстердама, Дубай, Москви, Самари, Тюмені.
2003 року, з нагоди 100-річчя світової цивільної авіації та 70-річчя Дніпропетровського авіаційного підприємства, відкривається пам'ятник авіаторам.
Впродовж 2004—2006 років авіакомпанія «Дніпроавіа», яка базувалася на території аеропорту, придбала 2 літака Boeing 737, що дозволило спільно освоювати нові напрямки.
2005 року висаджена березова «Алея переможців у Другій світовій війні» і закладена капсула зі «Зверненням до нащадків 2045 року на честь 100-річчя Перемоги» у стіні будівлі штабу.
2007 року розпочалася розробка проєкту розвитку аеропорту, в тому числі будівництва нового терміналу, у зв'язку з проведенням Євро-2012.
З 2008 року на зміну літакам Як-40 в аеропорт прибули сучасні Embraer 145 та Embraer 190, Boeing 737, Bombardier CRJ та інші літаки.
2010 року розпочата активна стадія реконструкції аеропорту «Дніпропетровськ».
2011 року створене самостійне підприємство Товариство з обмеженою відповідальністю "Міжнародний аеропорт «Дніпропетровськ». Побудовано та обладнано сучасний ангар для обслуговування повітряних суден, ведуться роботи з облагородження території аеропорту та привокзальної площі, проєктується реконструкція аеродрому, злітно-посадкової смуги, перону, триває будівництво нового пасажирського терміналу.
2018 року розпочата дискусія про реконструкцію ЗПС та терміналу в режимі державно-приватного партнерства. До Державного бюджету на 2019 рік закладено 200 млн гривень для будівництва нового міжнародного аеропорту «Придніпров'я» поблизу села Солоне, неподалік від Дніпра, в той час як кошти на ремонт ЗПС власне Дніпровського аеропорту бюджетом не були передбачені.
2019 року до Державного бюджету на 2020 рік закладено 1 млрд грн на реконструкцію аеропорту. Серед запланованих робіт: будівництво нової ЗПС на місці сучасної, її мали подовжити до 3,2 км. Також заплановано обладнати новий перон, руліжні доріжки, термінали та інфраструктуру.
08 квітня 2021 року, Міністр інфраструктури України Владислав Криклій повідомив, що "стара назва аеропорту «Дніпропетровськ» залишилася остаточно в минулому. У сертифікатах аеродрому, збірнику аеронавігаційної інформації, в інформаційних матеріалах, а також в реєстрах нинішній аеропорт вже має назву «Дніпро».

### Російсько-українська війна
24 лютого 2022 року аеропорт було вперше атаковано. Літовищу було завдано низки пошкоджень.
10 квітня 2022 року аеропорт знову було двічі атаковано росіянами, об'єкт зруйновано, інфраструктура поруч із ним також..
Також поранено шістьох рятувальників, які потрапили під повторний обстріл під час розбирання завалів. П'ятеро з них госпіталізовані. Найбільше постраждала начальниця відділу зв'язків зі ЗМІ та роботи з громадськістю Головного управління ДСНС у Дніпропетровській області Євгенія Дудка.
Станом на 11 квітня п'ятеро рятувальників перебували у лікарнях міста, один з них — у тяжкому стані, решта — стабільні.

## Розвиток аеропорту

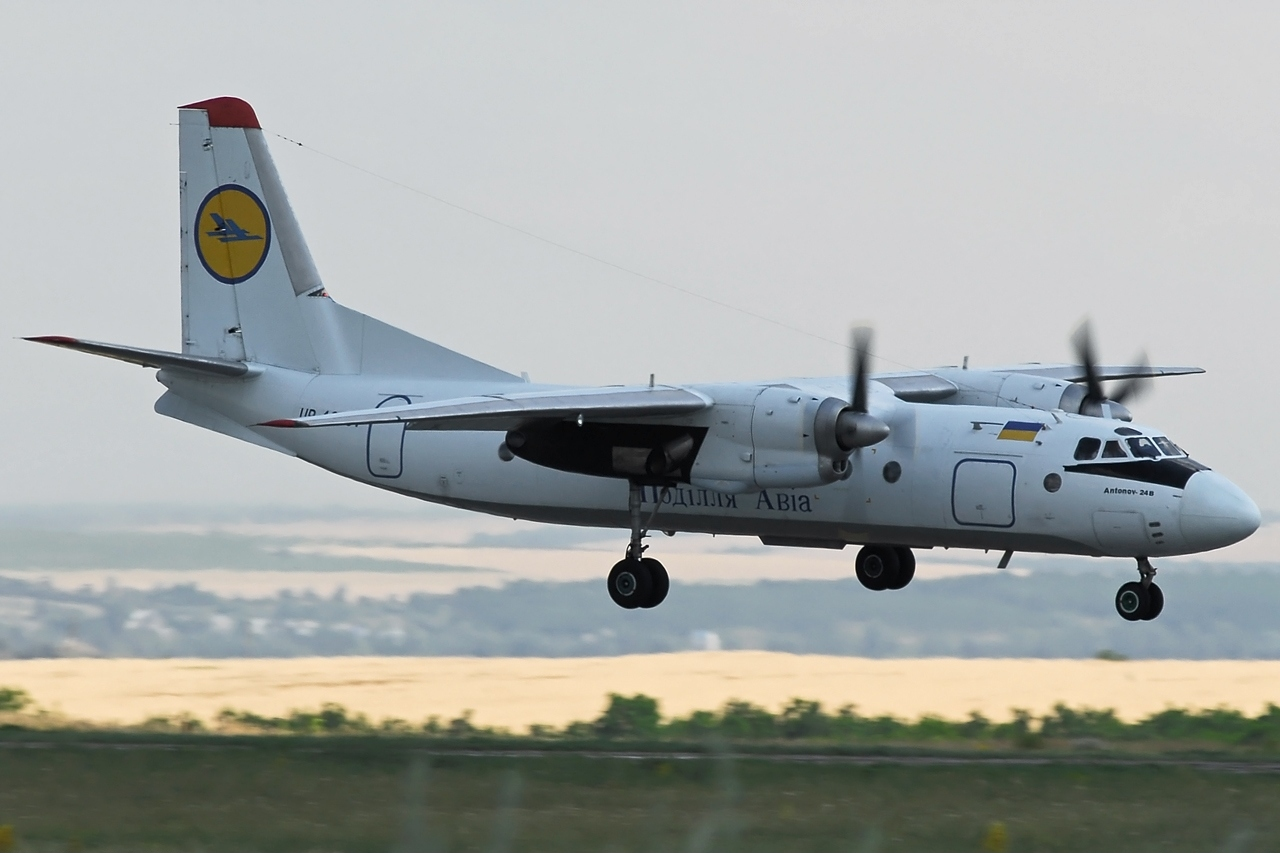
Антонов Ан-24

Олександр Ярославський заявив, що вжив заходів для вирішення правових питань аеропорту і готовий інвестувати 3 млрд гривень в його розвиток.

## Авіакомпанії та напрямки

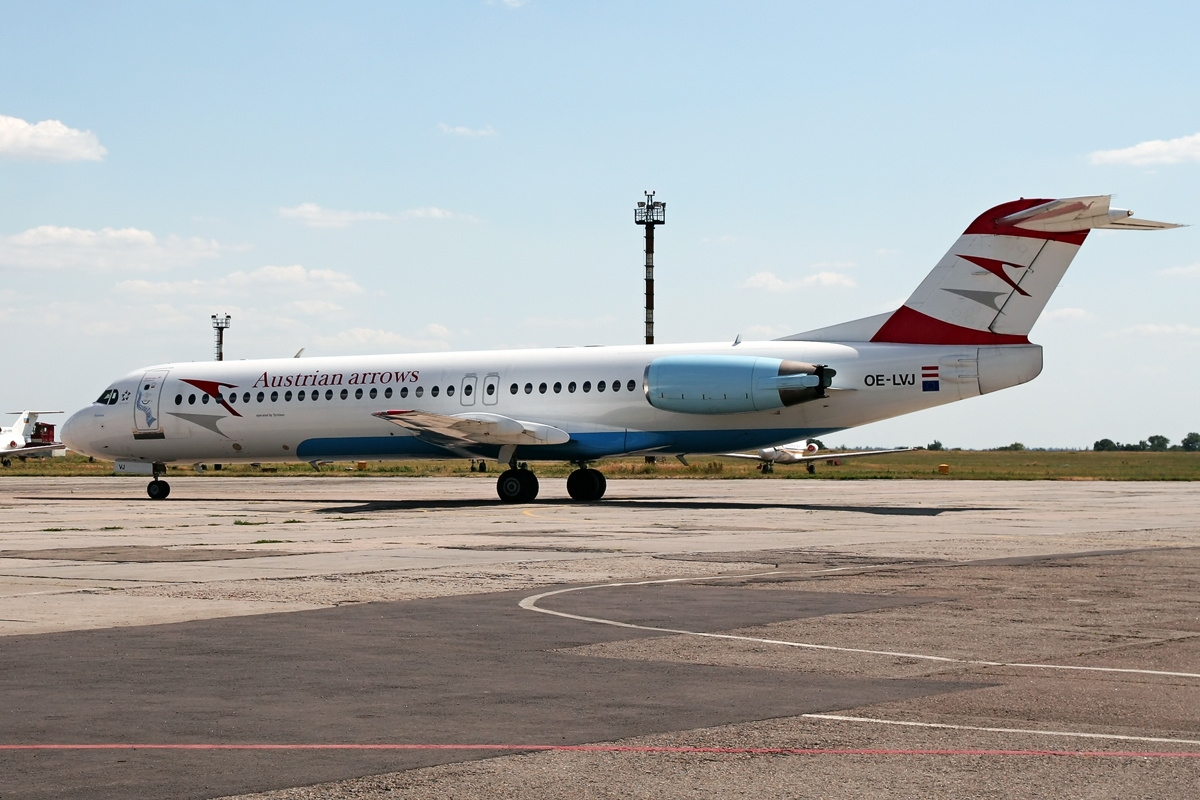
Fokker 100 (F-28-0100), Austrian Arrows

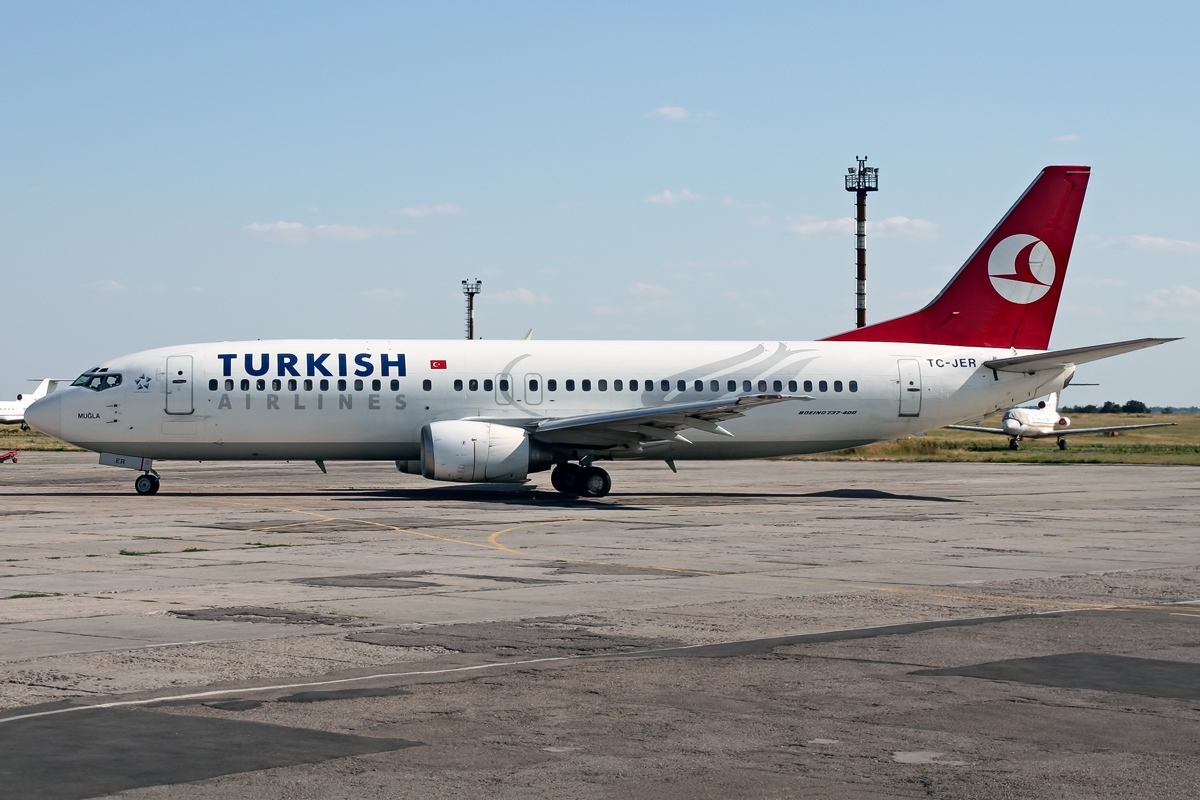
Boeing 737-4Y0, Turkish Airlines

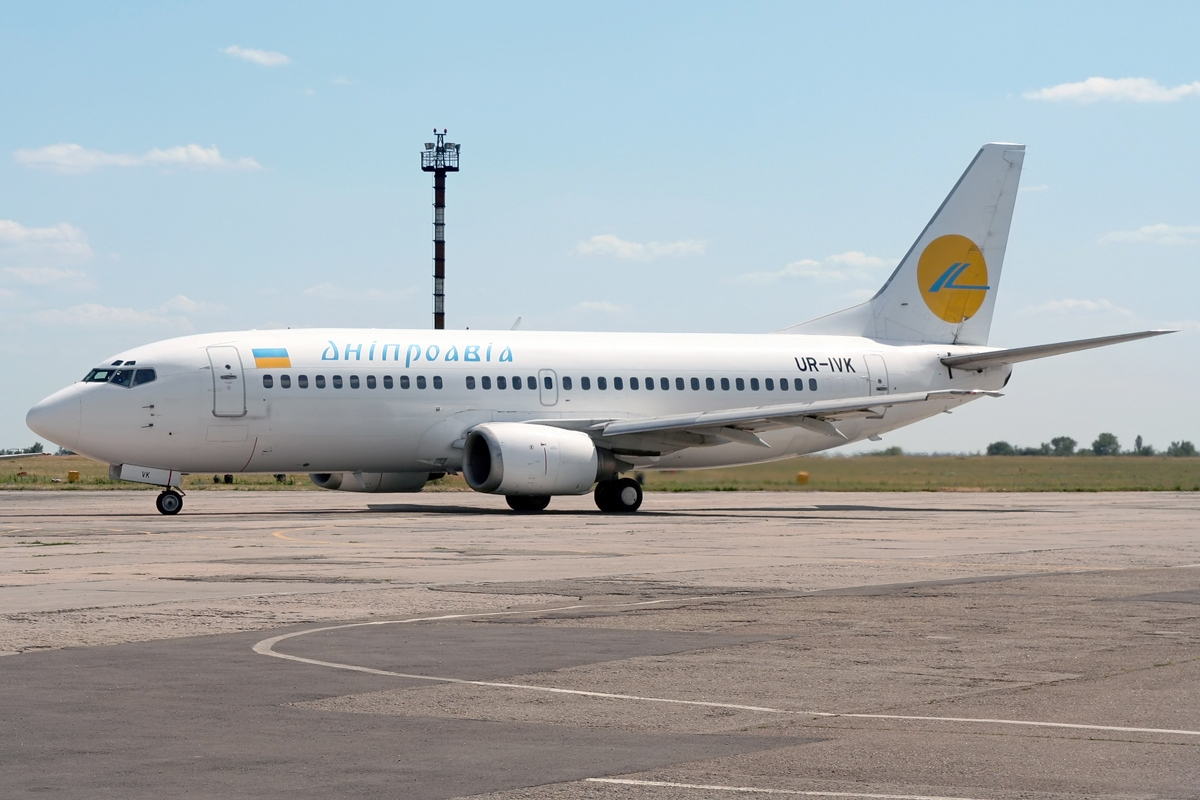
Boeing 737-3L9, Дніпроавіа

| Авіакомпанія                   | Пункт призначення                                      |
| ------------------------------ | ------------------------------------------------------ |
| Austrian Airlines              | Відень                                                 |
| Ellinair                       | Сезонний чартер: Салоніки                              |
| Ukraine International Airlines | Київ-Бориспіль, Тель-Авів                              |
| Windrose Airlines              | Київ-Бориспіль Сезонний чартер: Анталія, Шарм-ель-Шейх |

## Кількість пасажирів
Див. джерело запитів Вікіданих та джерела.
| Рік  | Пасажиропотік | %         | Загальний пасажиропотік по країні | %        | Частка Дніпра |
| ---- | ------------- | --------- | --------------------------------- | -------- | ------------- |
| 1960 | 106,000       |           |                                   |          |               |
| 1970 | 475,000       | ▲ 348 %   |                                   |          |               |
| 1980 | 530,000       | ▲ 12 %    |                                   |          |               |
| 1990 | 660,000       | ▲ 25 %    |                                   |          |               |
| 1991 | 474,000       | ▼ 28 %    |                                   |          |               |
| 1993 | 53,000        | ▼ 88 %    |                                   |          |               |
| 2010 | 341,430       | ▲ 544 %   | 10,242,500                        | ▲ 15,2 % | 3,33 %        |
| 2011 | 426,532       | ▲ 25 %    | 12,464,800                        | ▲ 21,7 % | ▲3,42 %       |
| 2012 | 444,150       | ▲ 4,1 %   | 14,107,000                        | ▲ 13,2 % | ▼3,14 %       |
| 2013 | 454,981       | ▲ 2,4 %   | 15,134,600                        | ▲ 7,3 %  | ▼3 %          |
| 2014 | 446,798       | ▼ 1,8 %   | 10,896,500                        | ▼ 28 %   | ▲4,1 %        |
| 2015 | 346,014       | ▼ 22,5 %  | 10,695,200                        | ▼ 1,8 %  | ▼3,24 %       |
| 2016 | 284,914       | ▼ 17,7 %  | 12,929,900                        | ▲ 20,8 % | ▼2,2 %        |
| 2017 | 276,900       | ▼ 2,8 %   | 16,499,500                        | ▲ 27,6 % | ▼1,67 %       |
| 2018 | 299,250       | ▲ 8.05 %  | 20,545,500                        | ▲ 24,5 % | ▼1,46 %       |
| 2019 | 338,888       | ▲ 13,24 % | 24,336,600                        | ▲ 18,5 % | ▼1,39 %       |

## Археологія
У кургані «Сторожова могила» на території Дніпровського аеропорту українським дослідником Олексієм Тереножкіним знайдено перший у Східній Європі чотириколісний візок, що супроводжував поховання літнього чоловіка. Поява колісного транспорту пов'язується з племенами ямної культури степу, носії якої за мовною ознакою належали до давньоіндоєвропейської спільноти[джерело?].

## Світлини

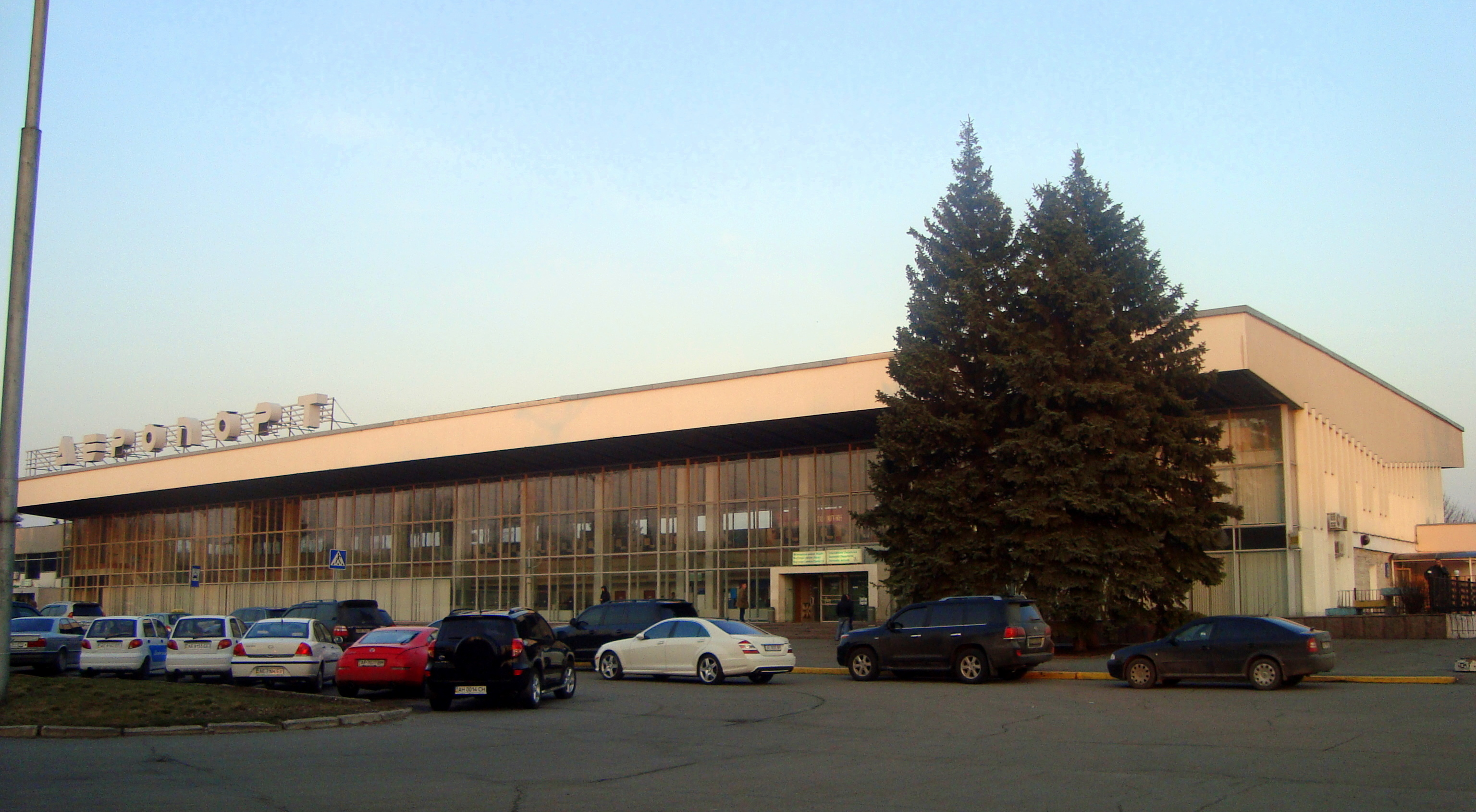
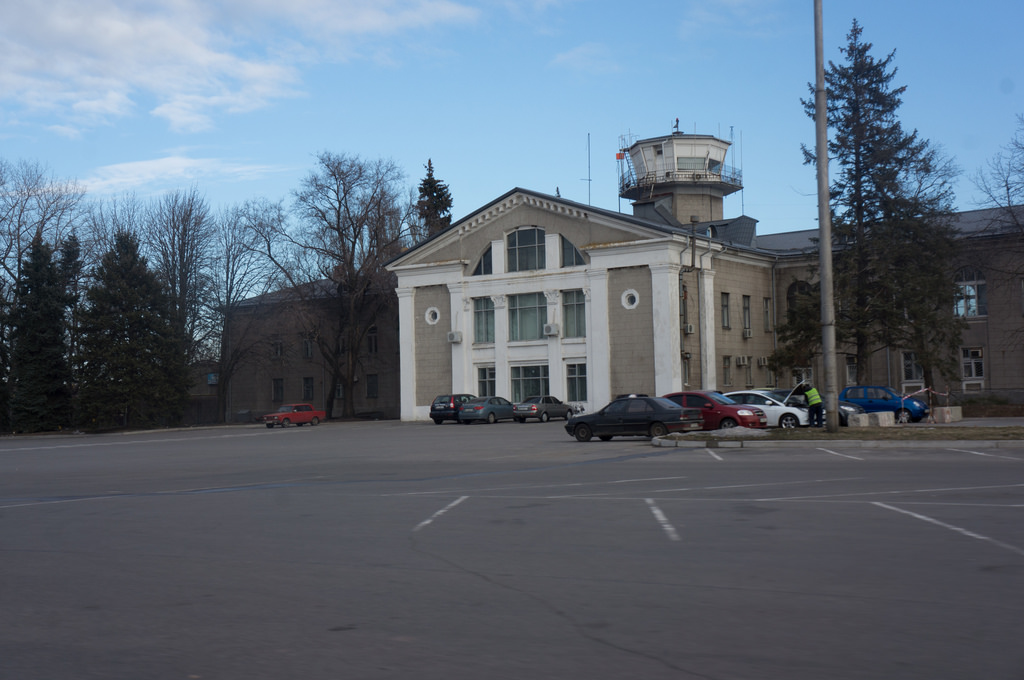
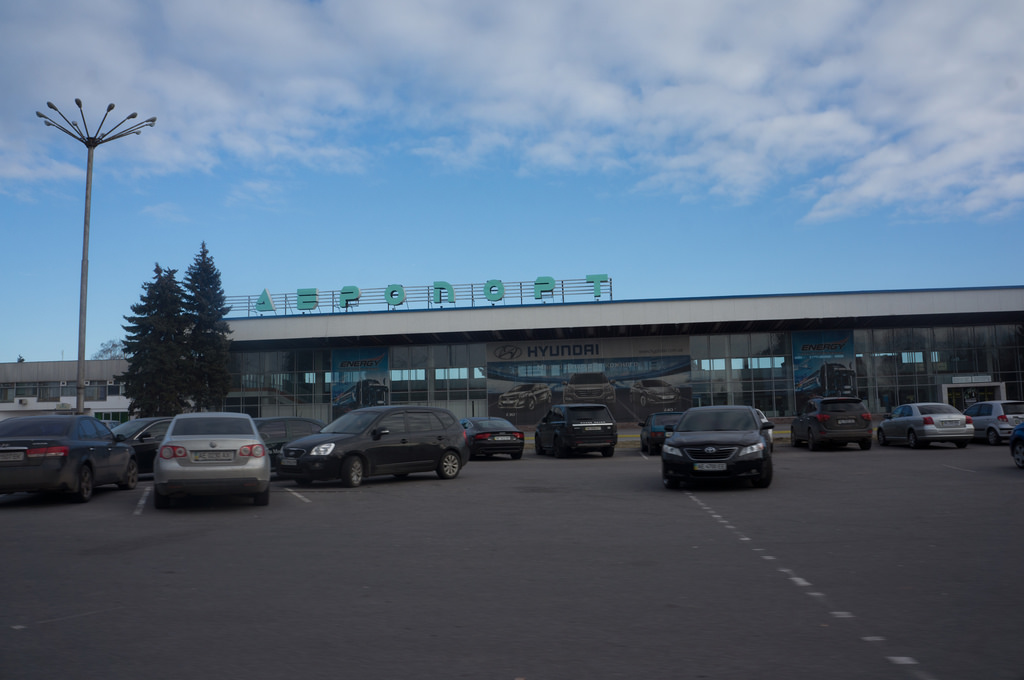
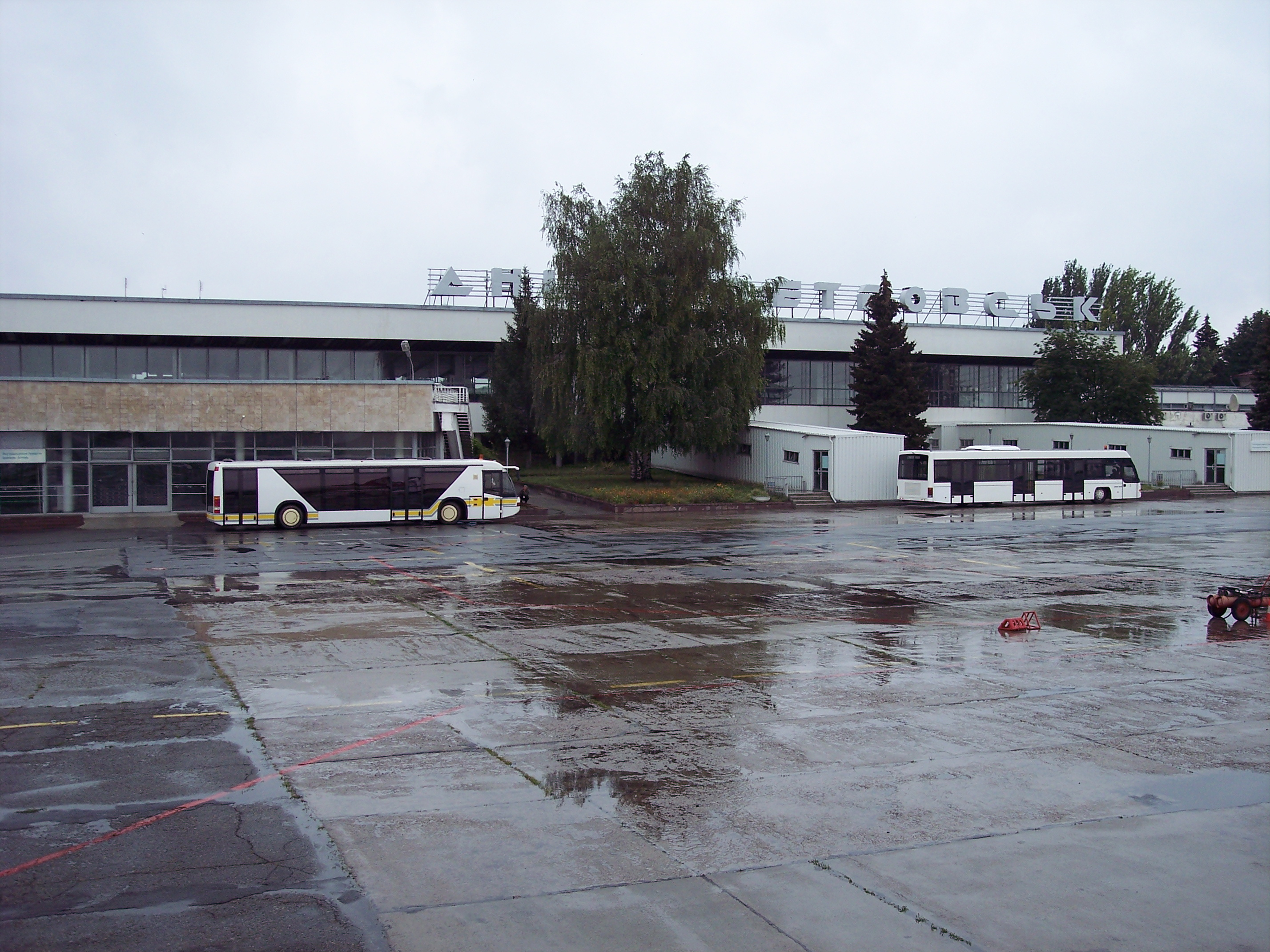
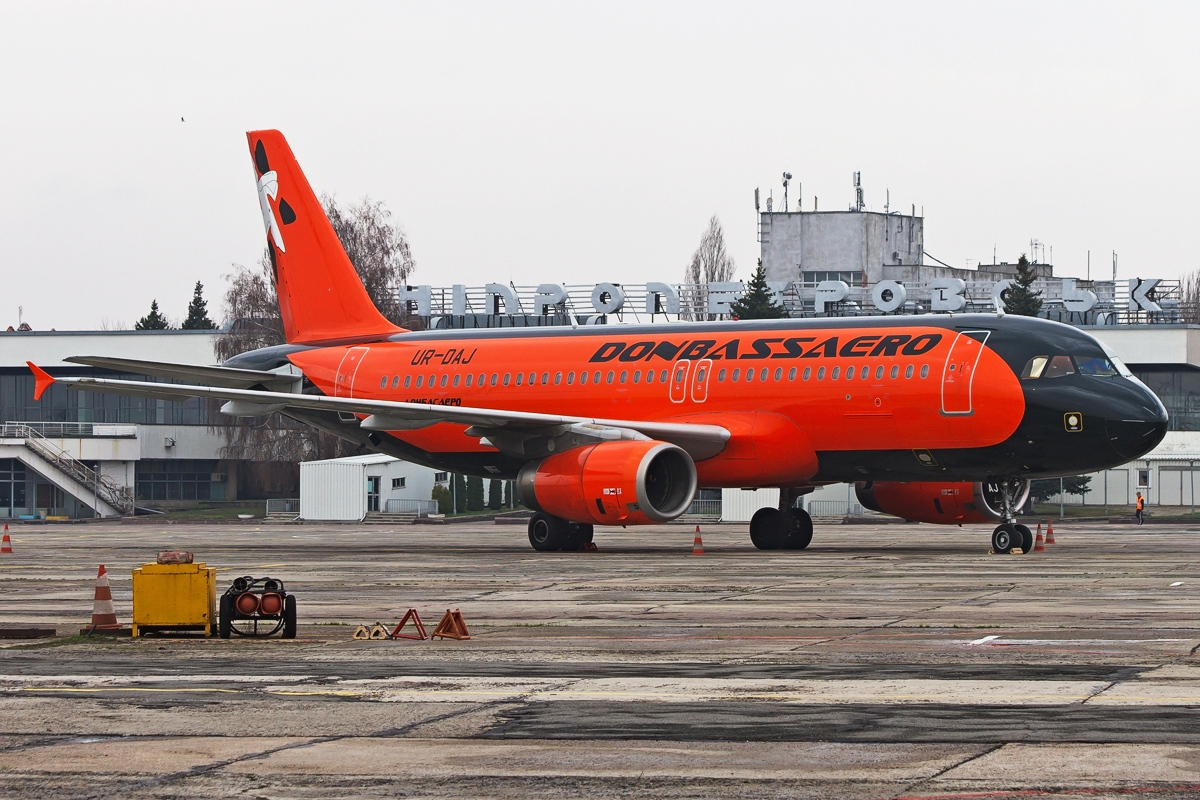
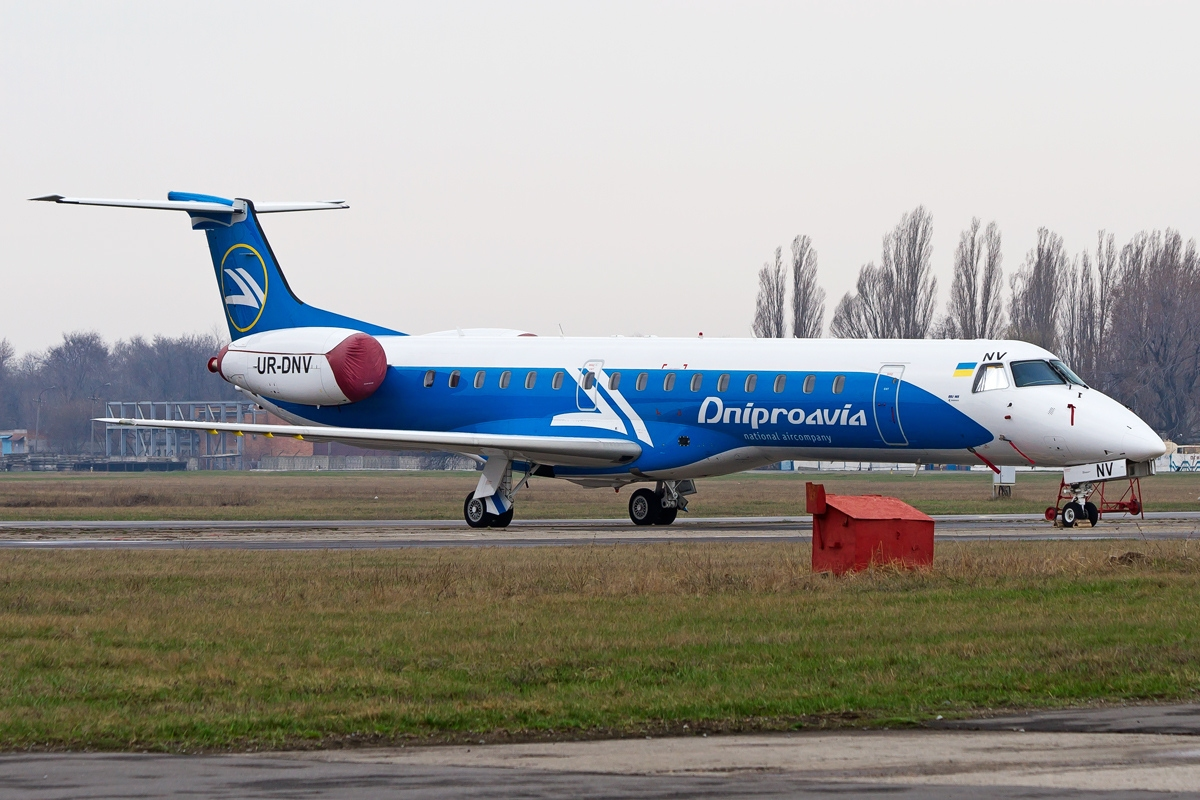
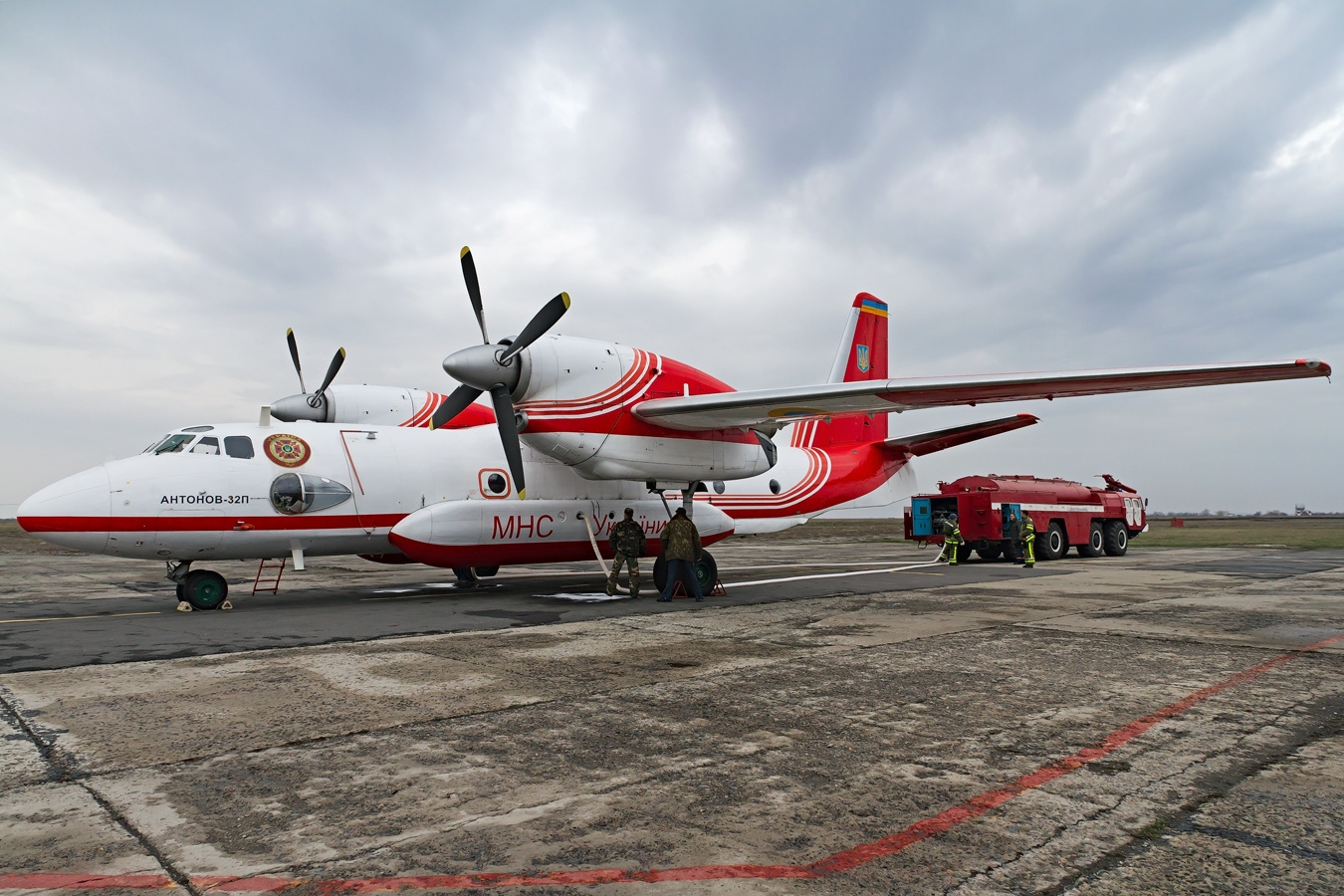
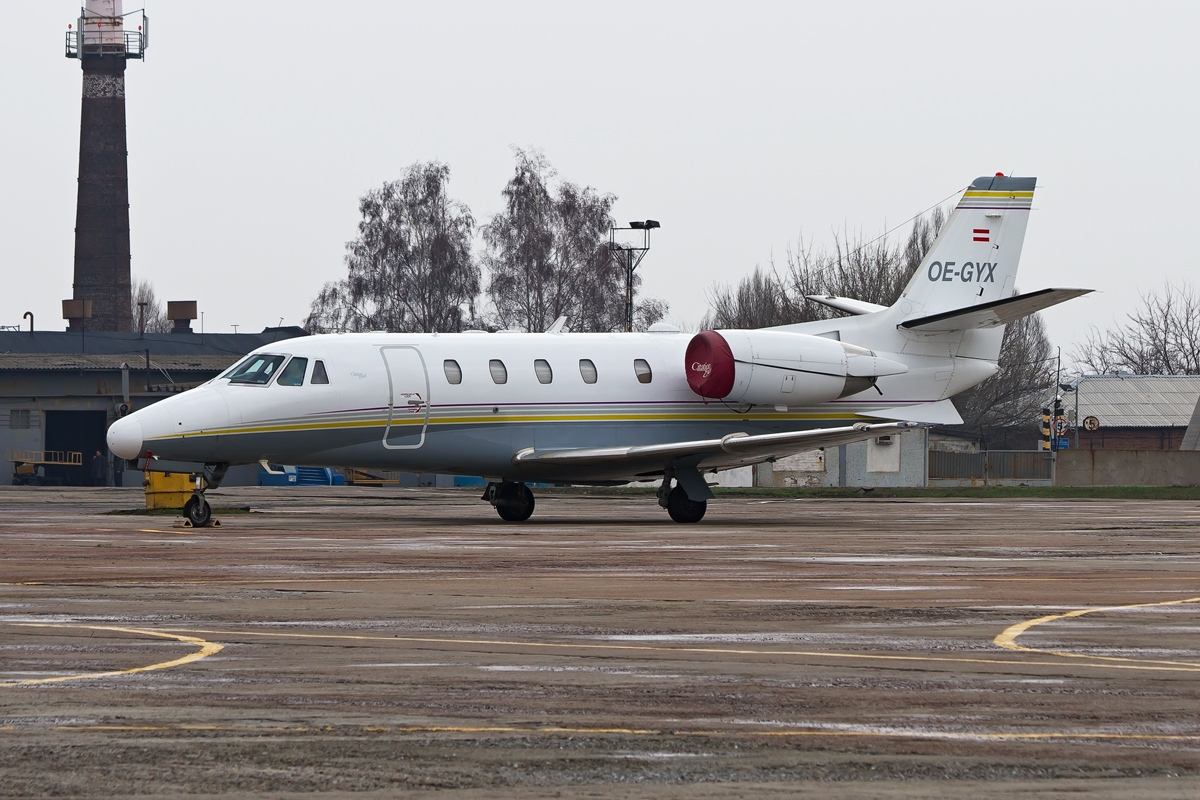
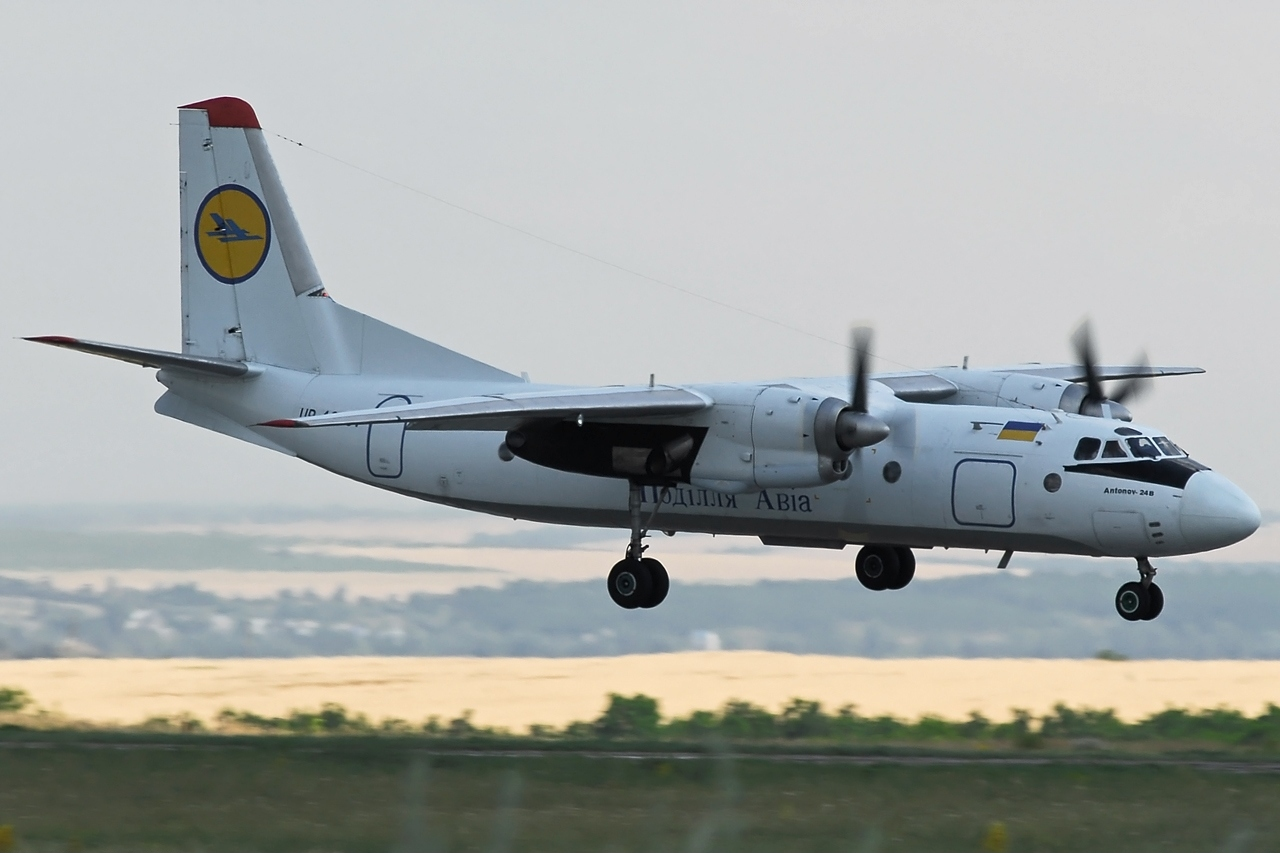
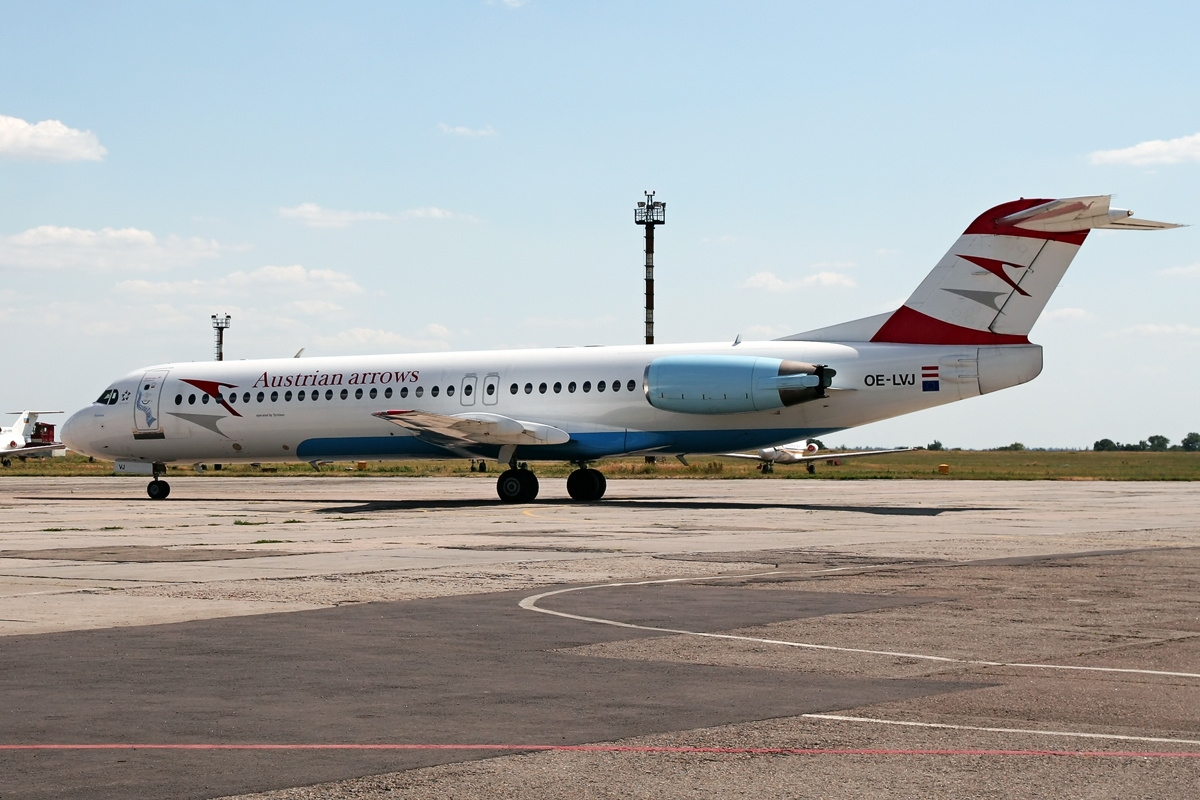
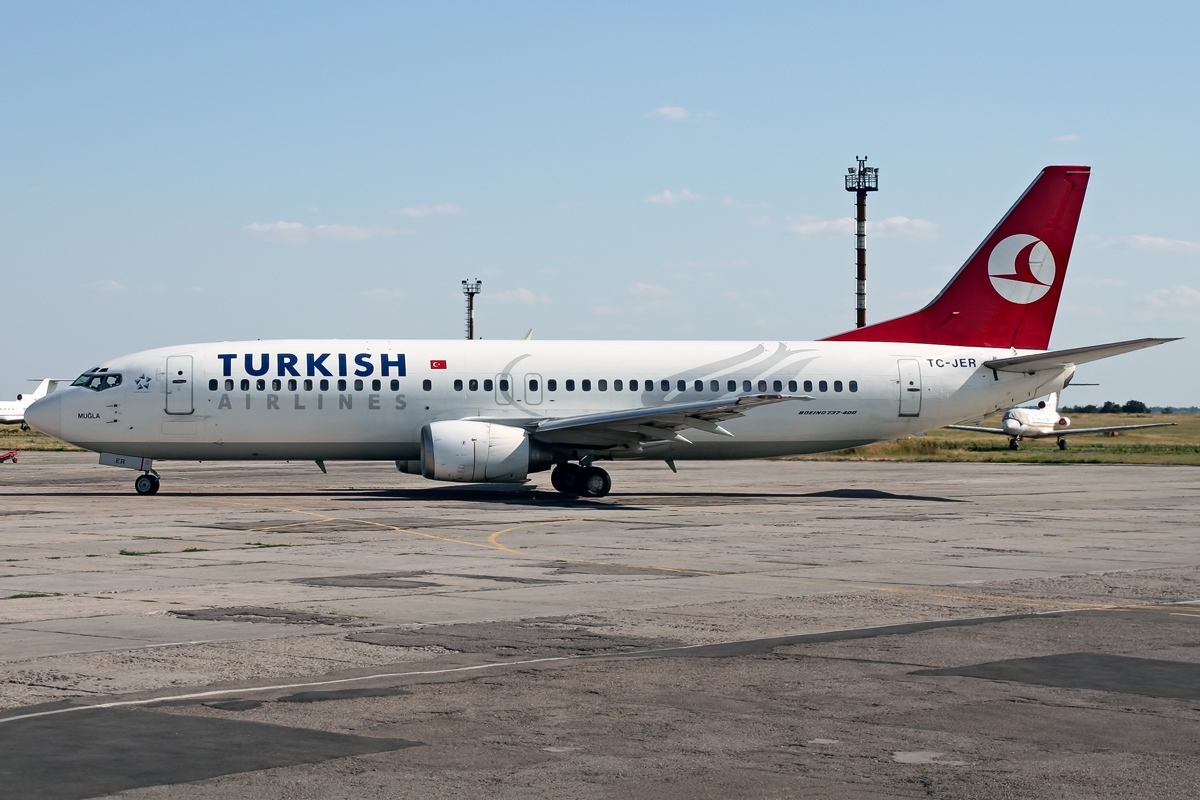
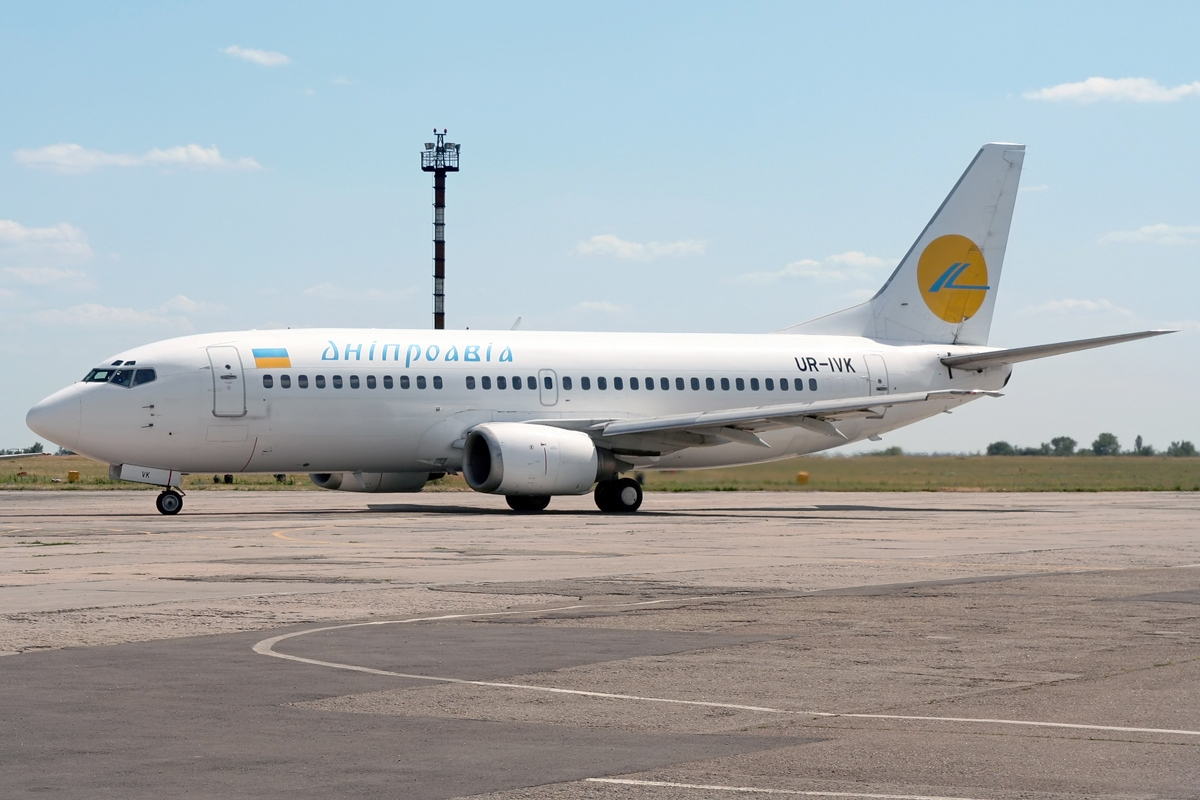
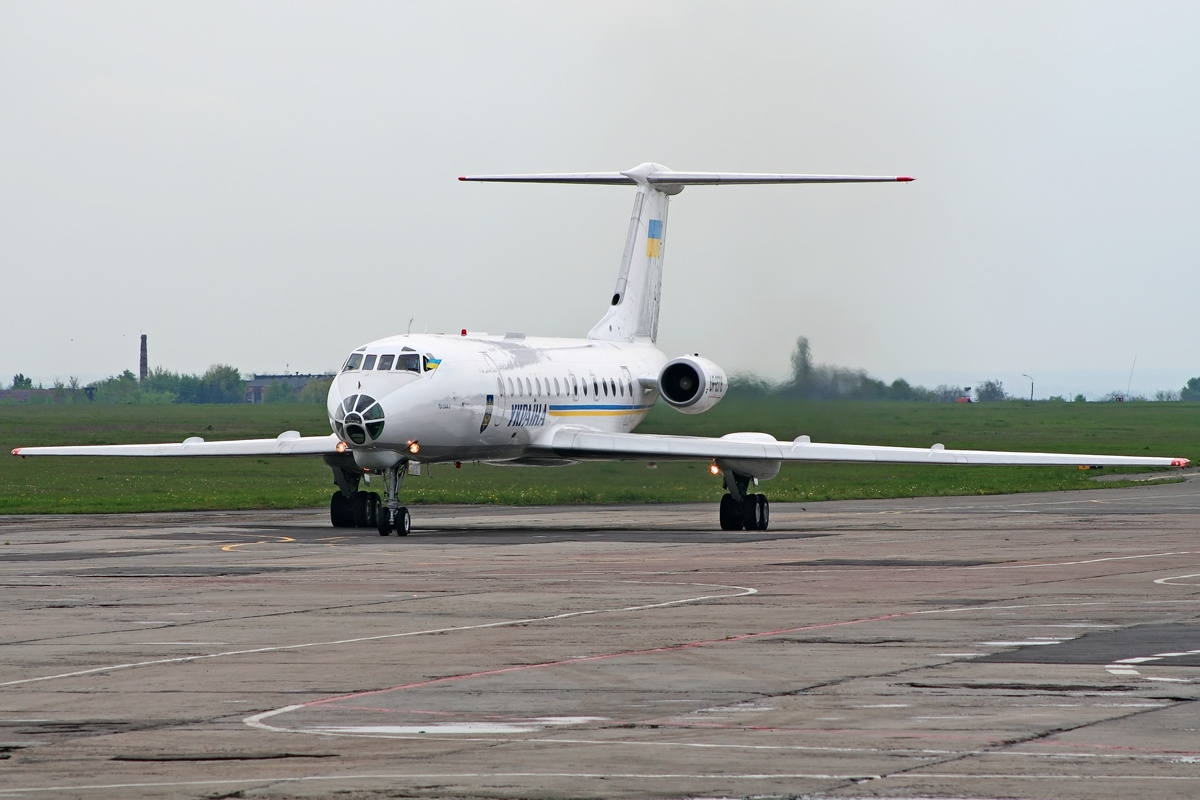
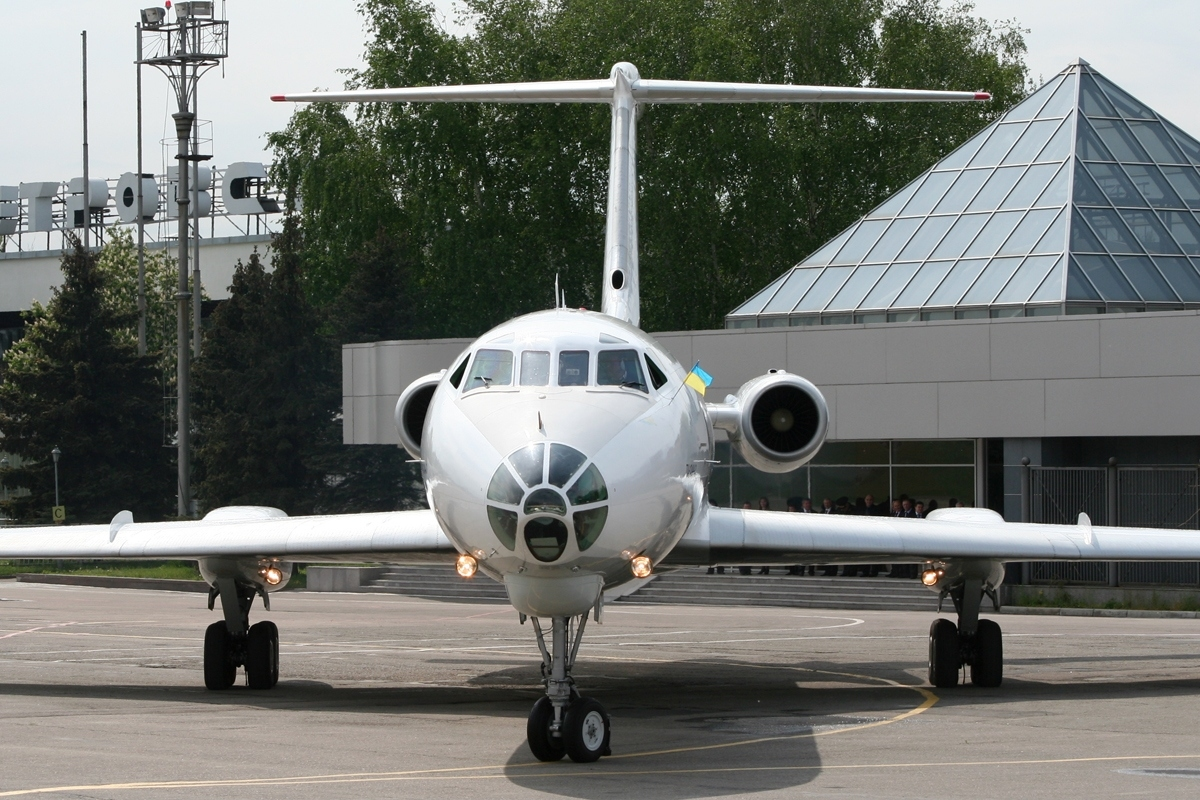
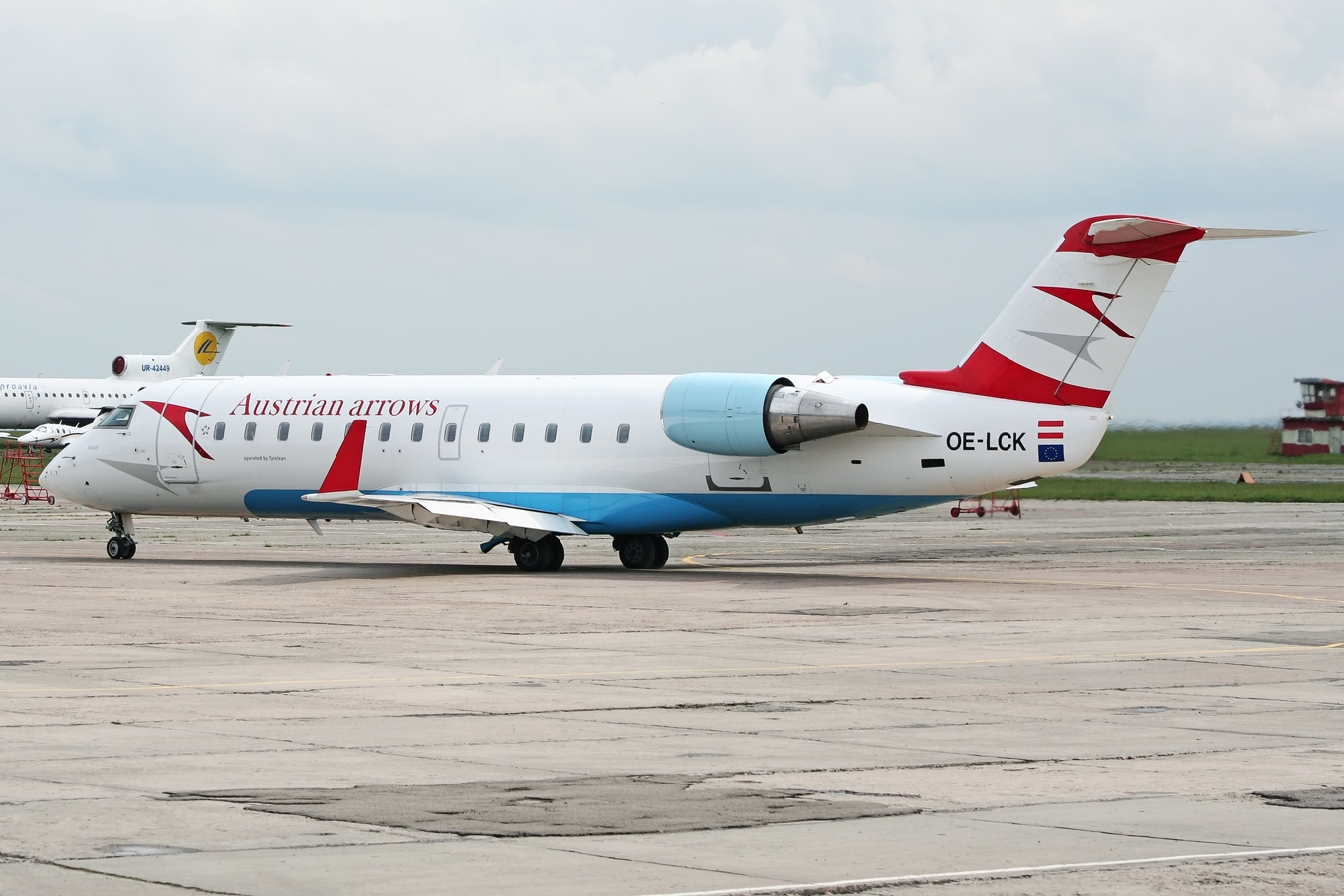
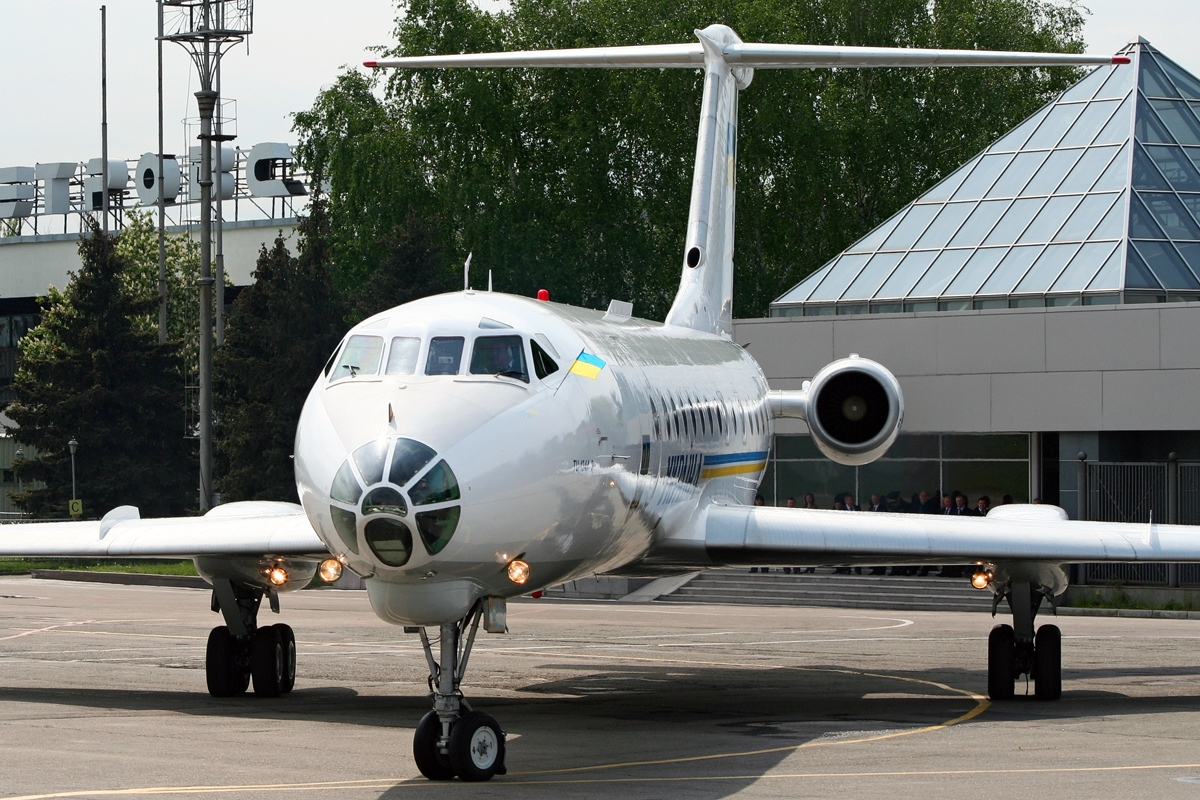
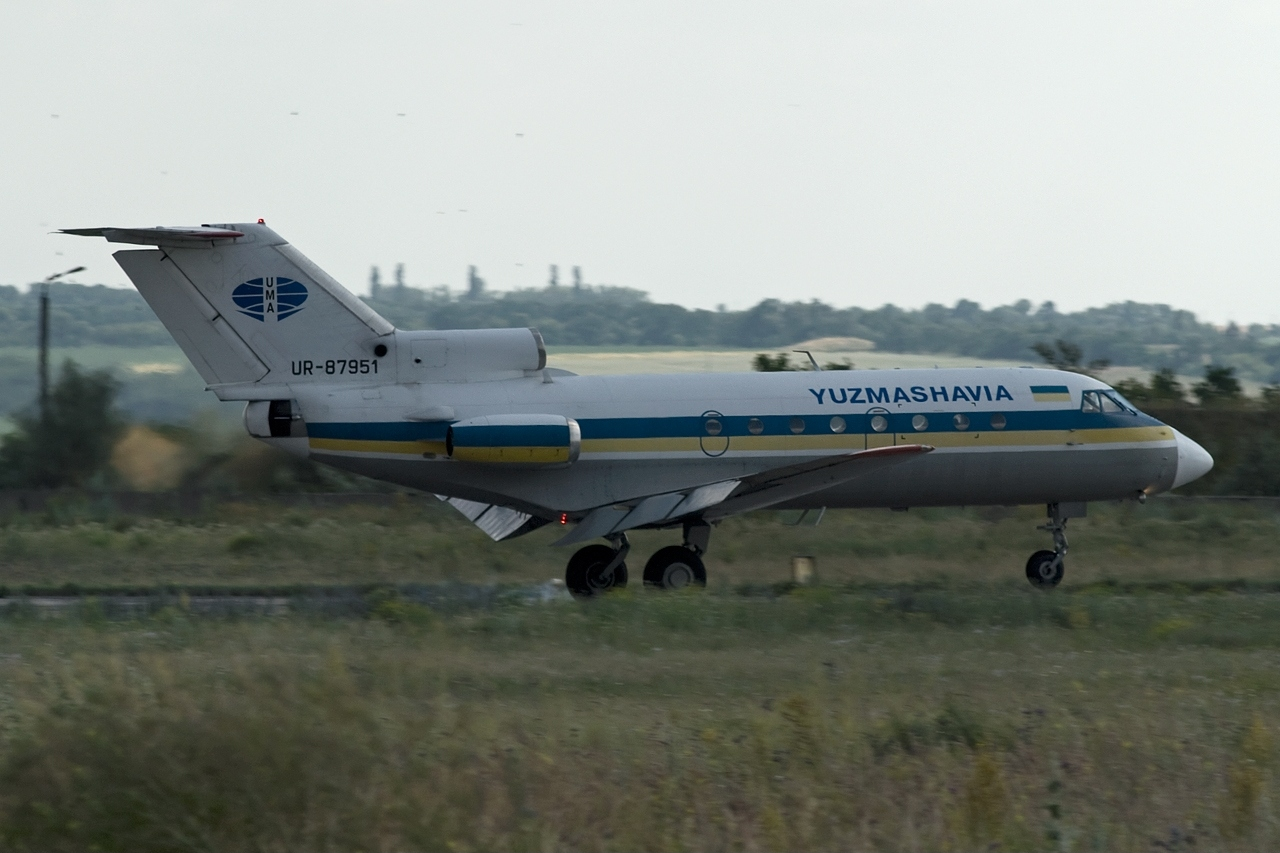
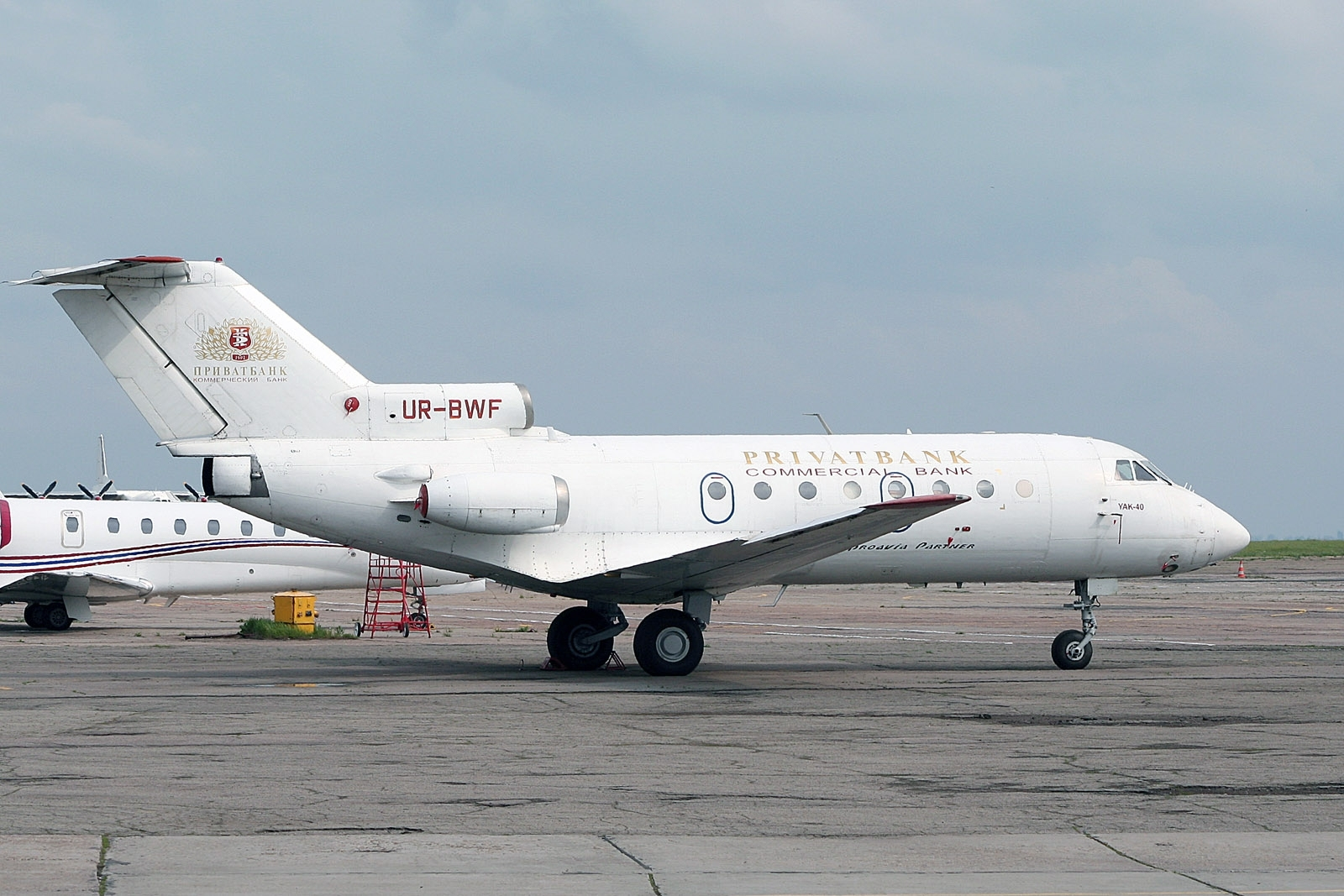
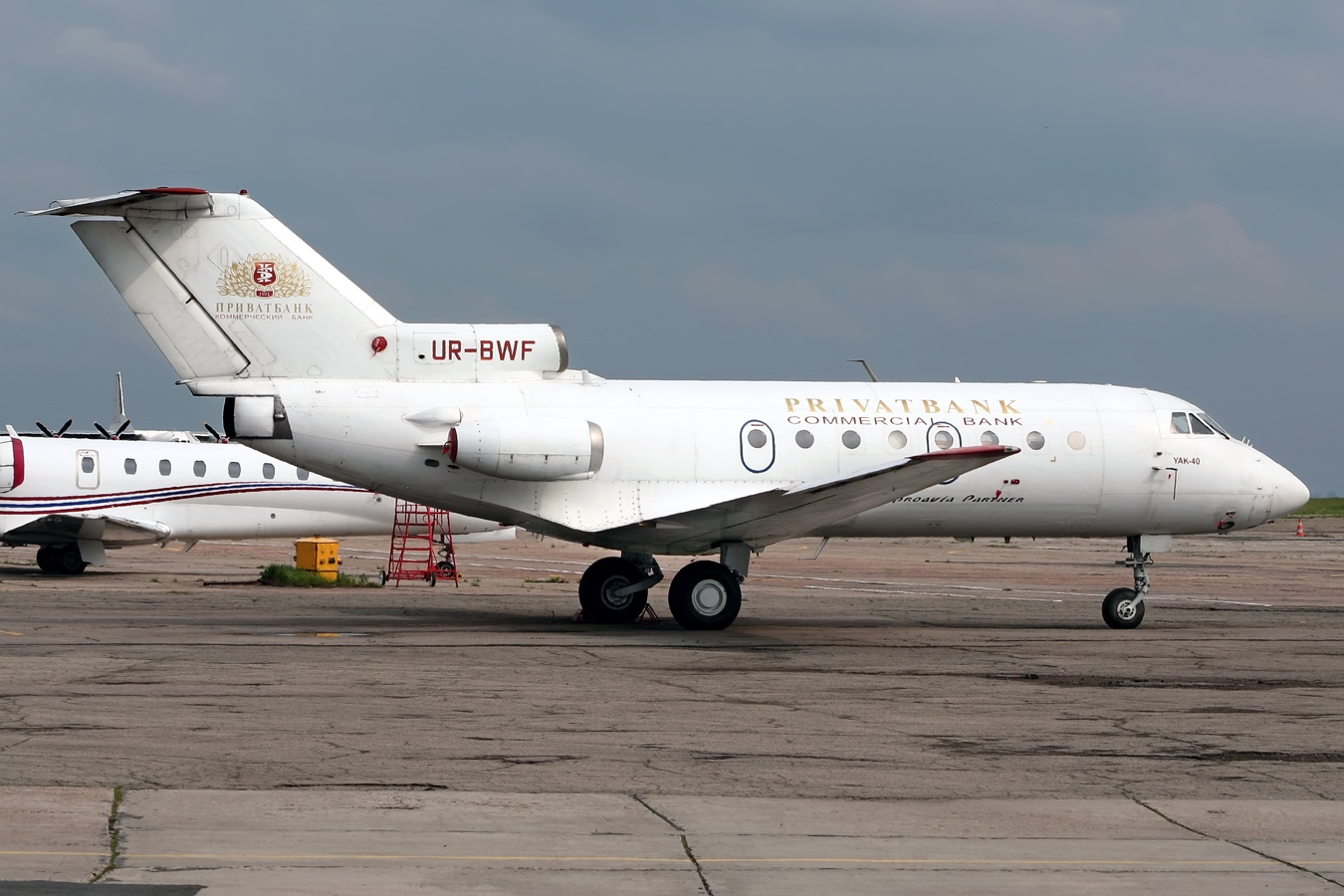
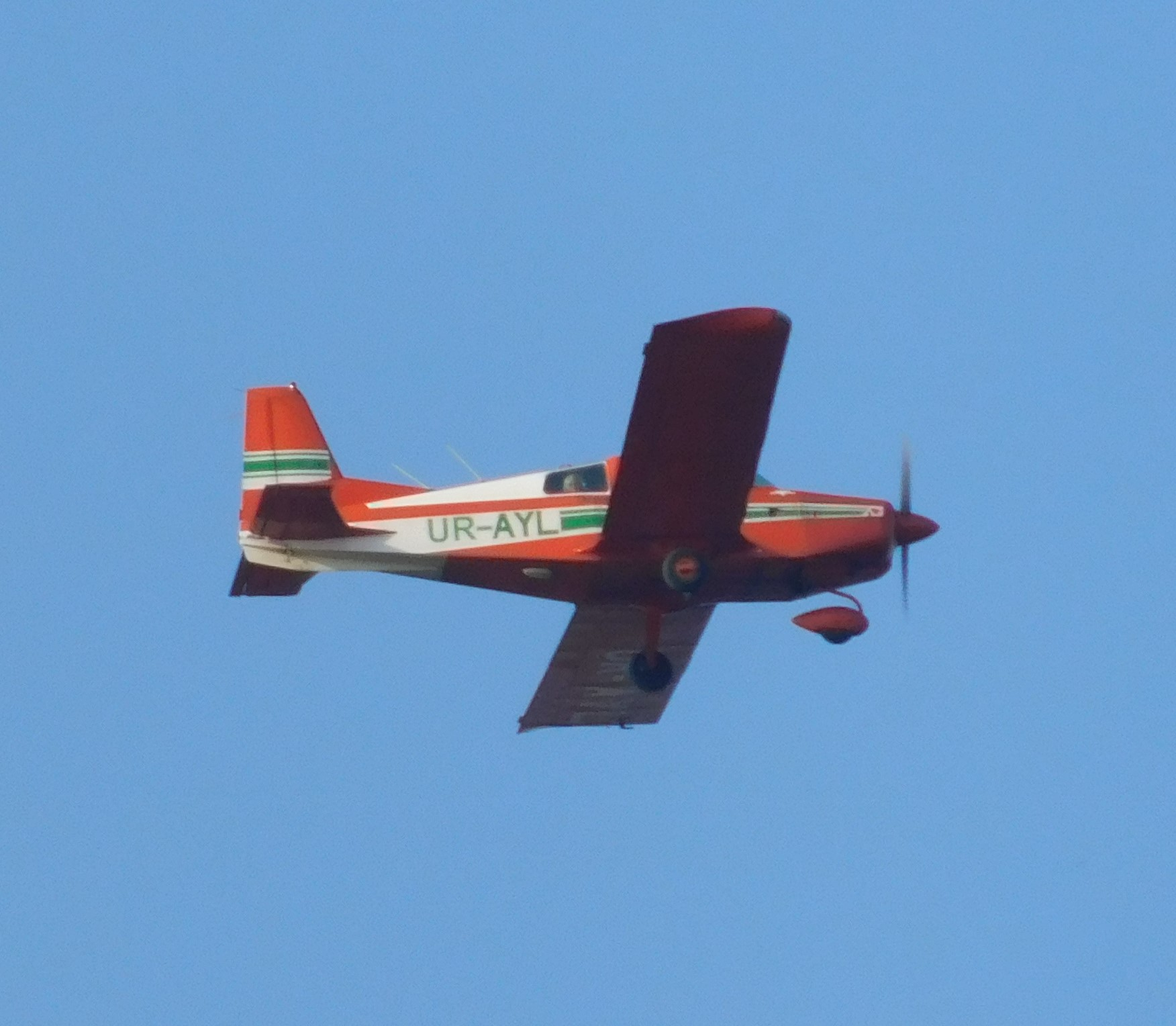